# Powiat Chizu
Powiat Chizu (jap. 智頭郡 Chizu-gun) – dawny powiat w Japonii, w prefekturze Tottori.

## Historia

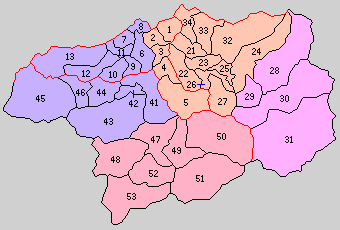
Powiat Chizu (41–53 – 1889 r.)

W pierwszym roku okresu Meiji na terenie powiatu znajdowała się 2 zajazdy i 87 wiosek.
Powiat został założony 12 stycznia 1879 roku. Wraz z utworzeniem nowego systemu administracyjnego 1 października 1889 roku powiat Chizu został podzielony na 13 wiosek: Ō, Mochigase, Yashiro, Kuchisaji, Kamisaji, Nakasaji, Chizu, Tomizawa, Ōchi, Mushii, Yamasato, Nakada i Nagi.
1 kwietnia 1896 roku powiat Chizu został włączony w teren nowo powstałego powiatu Yazu. W wyniku tego połączenia powiat został rozwiązany.